# 니시노 아키라
니시노 아키라(일본어: 西野 朗, 1955년 4월 7일 ~ )는 일본의 전 축구 선수이자 현 축구 지도자로 현역 시절 포지션은 미드필더였다.

## 선수 시절

### 클럽
1978년 히타치 입단 후 1990년 은퇴할 때까지 12년간 한팀에서만 활동하면서 1980년 JSL컵 준우승, 1988-89년 일본 사커 2부 리그 준우승 등에 일조했고 1985-86 시즌에는 일본 사커 리그 베스트 11에 선정되기도 했다.

### 국가대표팀
와세다 대학 재학 시절이던 1977년 3월 일본 대표팀에 발탁된 후 그 해 3월 6일 열린 이스라엘과의 1978년 FIFA 월드컵 아시아·오세아니아 지역 예선 1라운드 2조 첫 경기에서 국제 A매치 데뷔전을 치렀고 이듬해 7월 23일 열린 말레이시아와의 1978년 메르데카 국제축구대회 5차전(1-4 패)에서 A매치 첫 골을 기록했다.

## 지도자 경력

### 초기 경력
선수 은퇴 후 친정팀인 가시와 레이솔의 코치로 지도자 커리어를 시작한 뒤 1991년부터 1996년까지 일본 U-20 대표팀과 일본 U-23 대표팀의 감독을 역임했다.
특히 일본 U-23 대표팀 감독 시절 마이애미 오렌지 볼에서 열린 남미의 강호 브라질과의 1996년 하계 올림픽 D조 조별리그 1차전에서 1-0으로 꺾는 이변을 일으키며 '마이애미의 기적'을 만들어내는 등 2승 1패의 나쁘지 않은 성적을 이끌었음에도 브라질과 나이지리아에 골득실차에서 밀리면서 조별리그 탈락의 고배를 마셔야만 했다.

### 가시와 레이솔
1998년부터 2001년까지 친정팀인 가시와 레이솔의 감독으로 재직하며 2회 연속 리그 3위(1999, 2000), 1999 시즌 J리그컵 우승, 1999 시즌 천황배 4강 진출을 이끌었다.

### 감바 오사카
2002년 감바 오사카의 감독으로 부임한 이후 2011년까지 9년동안 역임하며 J리그 디비전 1 2005 우승, J리그 디비전 1 2010 준우승, 6번의 리그 3위(2002, 2004, 2006, 2007, 2009, 2011), 2005 시즌 J리그컵 준우승, 2006 시즌 천황배 준우승, 2006년 A3 챔피언스컵 준우승, 2007 시즌 J리그컵 우승, 2007년 일본 슈퍼컵 우승, 천황배 2연패(2008, 2009), 4번의 천황배 4강 진출(2004, 2005, 2007, 2010), 2008 시즌 J리그컵 4강, 2008년 AFC 챔피언스리그 우승, 2008년 FIFA 클럽 월드컵 3위, 2008년 수루가 뱅크 챔피언십 준우승, 일본 슈퍼컵 2연속 준우승(2009, 2010) 등의 굵직한 성과를 거두었고 2008년에는 아시아 축구 연맹으로부터 올해의 감독상을 수여받는 영예를 안기도 했다.

### 일본 A대표팀
2012년 5월 비셀 고베의 감독으로 부임했지만 성적 부진에 대한 책임을 물어 결국 173일만에 비셀 고베 감독직에서 경질되는 수모를 겪었고 2014년부터 2015년까지 나고야 그램퍼스의 감독으로 재직한 뒤 2016년부터 2018년까지 일본 축구 협회 기술위원장을 맡았다가 2018년 FIFA 월드컵 2개월 전 당시 일본 대표팀 사령탑이었던 바히드 할릴호지치 감독이 전격 경질되면서 갑작스럽게 일본 대표팀의 사령탑으로 취임하게 되었다.
그리고 2018년 6월 19일 콜롬비아와의 2018년 FIFA 월드컵 H조 조별리그 1차전에서 2-1로 꺾으며 4년 전 패배의 설욕을 이끌었고 세네갈과의 2차전에서는 2-2 무승부를 만들었으며 폴란드와의 최종전에서는 0-1로 패했지만 세네갈이 콜롬비아에 0-1로 패하면서 페어플레이 포인트를 통해 조 2위로 8년만에 월드컵 16강에 올랐다.
그러나 폴란드에 0-1로 지고 있던 상황에서 페어플레이 포인트를 통해 16강에 오르기 위한 시간 끌기 의혹으로 국내외 축구 해설가들로부터 쏟아진 엄청난 비난을 피하지 못했고 그나마도 페어플레이 포인트로 겨우 오른 16강에서도 벨기에를 상대로 2-0으로 앞서다가 후반에만 3골을 얻어맞고 무너지며 일본의 2018년 월드컵 여정은 그렇게 마무리되었다.
그래도 월드컵 개막 2개월 전 전임 감독의 경질로 혼란에 빠진 상황에서 부랴부랴 일본 대표팀의 감독으로 부임하자마자 일본을 8년만에 월드컵 16강에 진출시키는 등 안정적인 경기 운영을 해내면서 일본 축구팬들로부터 수많은 호평을 받았다고 전해진다.

### 태국 A대표팀&태국 U-23 대표팀
2018년 월드컵 이후 일본 대표팀 감독직을 후임인 모리야스 하지메 감독에게 넘긴 후 그 자리에서 물러났고 이후 2019년 7월 17일 태국 A대표팀 및 태국 U-23 대표팀의 감독으로 부임했으며 같은 해 11월에 열린 2019년 동남아시아 경기 대회에서 태국 U-23 대표팀 감독으로 팀을 이끌어 5경기에서 3승 1무 1패의 호성적을 거두었음에도 아쉽게도 4승 1무의 베트남, 4승 1패의 인도네시아에 밀려 B조 3위(전체 5위)로 대회를 마무리했다.
그리고 2020년 하계 올림픽 아시아 지역 예선격인 2020년 AFC U-23 챔피언십 본선에서 호주, 이라크, 바레인을 상대로 조별리그에서 1승 1무 1패·A조 2위로 8강에 진출시키는 성과를 거두면서 2018년 월드컵에서 일본을 16강에 진출시킨 지도력이 결코 우연이 아님을 증명했다.
그 뒤 태국 A대표팀의 감독으로 2022년 FIFA 월드컵 아시아 지역 2차 예선에 참가했지만 8경기에서 2승 3무 3패·G조 4위로 2회 연속 최종 예선 진출 실패와 함께 2023년 AFC 아시안컵 3차 예선으로 밀려나면서 2차 예선 이후 태국 대표팀 감독직에서 물러났으며 이후 태국 대표팀의 후임 사령탑으로 브라질 출생의 알렉산드레 푈킹 호찌민 시티 감독이 선임되었다.

## 통계
| 일본 | 일본 | 일본 |
| 연도 | 출전 | 득점 |
| ---- | ---- | ---- |
| 1977 | 4    | 0    |
| 1978 | 8    | 1    |
| 통산 | 12   | 1    |

## 수상 내역

### 클럽 (선수)
히타치
- 일본 사커 리그 : 준우승 (1988-89)
- JSL컵 : 준우승 (1980)

### 클럽 (지도자)
가시와 레이솔
- J1리그 : 3위 (1999, 2000)
- J리그컵 : 우승 (1999)
- 천황배 : 4강 (1999)

감바 오사카
- J1리그 : 우승 (2005), 준우승 (2010), 3위 (2002, 2004, 2006, 2007, 2009, 2011)
- J리그컵 : 우승 (2007), 준우승 (2005), 4강 (2008)
- 천황배 : 우승 (2008, 2009), 준우승 (2006), 4강 (2004, 2005, 2007, 2010)
- AFC 챔피언스리그 : 우승 (2008)
- FIFA 클럽 월드컵 : 3위 (2008)
- A3 챔피언스컵 : 준우승 (2006)
- 일본 슈퍼컵 : 우승 (2007), 준우승 (2009, 2010)
- 수루가 뱅크 챔피언십 : 준우승 (2008)

### 개인
- 일본 축구 명예의 전당 헌액 : 2019
- 일본 사커 리그 베스트 11 : 1985-86
- J리그 올해의 감독상 : 2005, 2008
- 아시아 올해의 감독상 : 2008